# 中国—巴基斯坦边界
中國—巴基斯坦邊界長度為592（368英里），從與阿富汗的三國國界交界點向西延伸至與印度在錫亞琴冰川附近有爭議的三國國界交界點。它穿越世界上最高的山脉之一喀喇昆仑山脉。巴基斯坦吉尔吉特-巴尔蒂斯坦省管辖的罕萨县，什加尔县和冈切县与中国新疆喀什地区塔什库尔干塔吉克自治县和叶城县接壤。

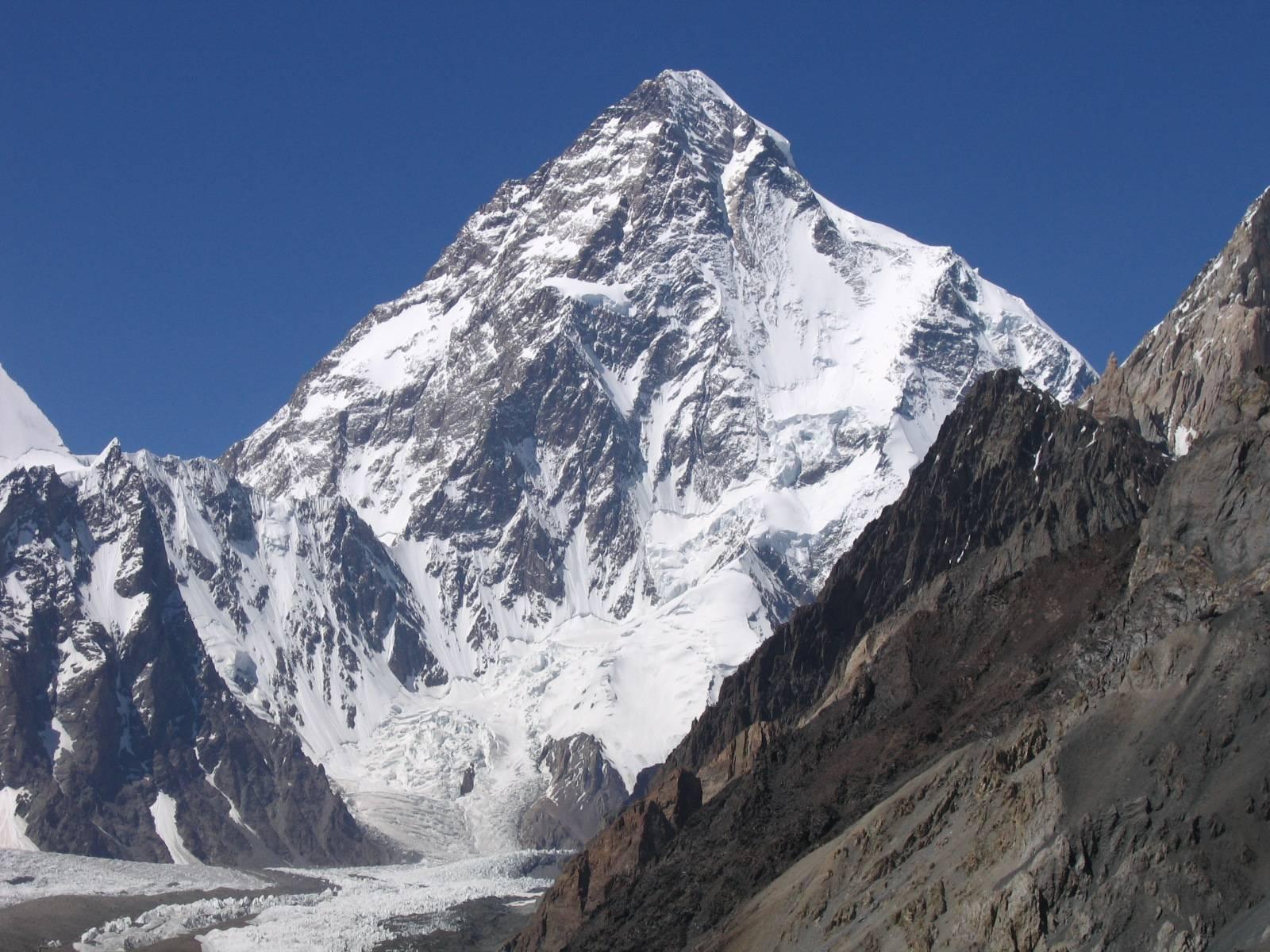
K2位於中國—巴基斯坦的邊界上，是世界第二高的山

## 历史
现在边界可以追溯到英国统治印度的英属印度时期，然后包括现在的巴基斯坦。1899年，英国人通过其驻华使节窦纳乐向中国政府提出了被称为马继业-窦讷乐线的建议，但是中国人从未对此提案做出回应，因此该边界从未正式确定化。
在随后的几十年中，争议的各方发行了各种地图，显示出千变万化的边界。印度和巴基斯坦在1947年独立时继承了这一争议，并因查谟和克什米尔土邦的所有权而引起的克什米尔冲突进一步复杂化。在1960年代初，由于该地区持续无法解决印巴之间关于克什米尔的争议，该地区紧张局势加剧，这个问题引起了人们的关注。在涉及藏区的1962年中印边境战争中，中国占有更大的優勢，并取得了印度所称的阿克赛钦地区的控制权。1961年，中国和巴基斯坦原则上同意划定共同边界。谈判于次年开始，最终的《中巴边界协定》于1963年签署。双方在条约中均作出让步，巴基斯坦放弃沙克思干谷地周围的区域交给中国，被称为喀喇昆仑走廊，中国给予了巴基斯坦罕萨河谷周围的区域，古代被称为坎巨提。根据该条约，制作了一系列边界地区的地图和航测图，并安装了边界界碑。

## 说明
1963年，中国—巴基斯坦协定划定了边界，如下所示：
“第二条
（1）从其最高端5,630米高地（其参考坐标大约为经度74°34'E和纬度37°03'N的一座山峰）开始，边界线通常向东，然后向东南延伸严格沿着塔里木河的塔什库尔干河支流与印度河系统的罕萨河支流之间的主要分水岭，它们经过克里克达板，明铁盖达坂（Mintaka Pass），Kharchanai达坂（仅在中国地图上命名），Kutejilga达坂（仅在中国地图上命名）和Parpik山口（仅在巴基斯坦地图上命名），到达红其拉甫达坂。
（2）边界线经过红其拉甫达坂后，通常沿着上述主要分水岭向南延伸，直至达坂（Dawan，山口）南部的峰顶，然后离开主要分水岭跟随支线的山脊通常位于东南方向，分水岭在一方面是阿克吉勒尕河（Akjilga River，巴基斯坦地图上无对应的河流名），和另一方面是塔敦巴什河（吾甫浪河，Taghdumbash (Oprang River)）和克里滿河（吾甫浪吉勒尕河，Keliman Su (Oprang Jilga)）的分水岭。
根据中方地图，边界线在离开该支线的东南端后，沿着克里滿河（Keliman Su）河床中线的一小段延伸，与克勒青河（Kelechin River）汇合。根据巴方地图，边界线在离开该支线的东南端之后，到达了Shaksgam（或Mustagh 河）的急弯处。
（3）从上述点开始，边界线向上延伸Kelechin 河（Shaksgam或Muztagh河）沿着河床中线到达和Sorbulak Daria（Shimshal 河或Braldu 河）汇合处（参考坐标约为东经76°02'E.和北纬36°26 'N.）。
（4）从上述两条河流的汇合处，根据中方地图，边界线沿支线上升，并沿着支线山脊在峰顶（参考坐标大约是东经75°54'E和北纬36°15'N）与喀喇昆仑山脉主分水岭相连，在此地图上显示此峰顶属于Shorbulak 山。根据巴方地图，上述两条河流汇合处的边界线沿相应支线的高地上升并沿其延伸；穿过海拔6,520米（21,300英尺）的高地，直到与喀喇昆仑山脉主分水岭的一个高地（参考坐标大约为经度75°57'E.和纬度36°03'N.）。
（5）因此，边界线通常向南延伸，然后向东延伸，严格遵循喀喇昆仑山脉主分水岭，该分水岭将塔里木河排水系统与印度河排水系统分开，并通过East Mustagh 山口（Muztagh 山口），喬戈里峰（Chogri Peak，K2）的峰顶，布洛阿特峰（Broad Peak）的峰顶，加舒尔布鲁木I峰（Gasherbrum）山的峰顶（8068），因地拉科里山口（Indirakoli Pass，仅在中国地图上命名）和特拉木坎力峰（Teram Kangri）的高地，并到达其东南端喀喇昆仑山口（Karakoram Pass）。

## 争议状态

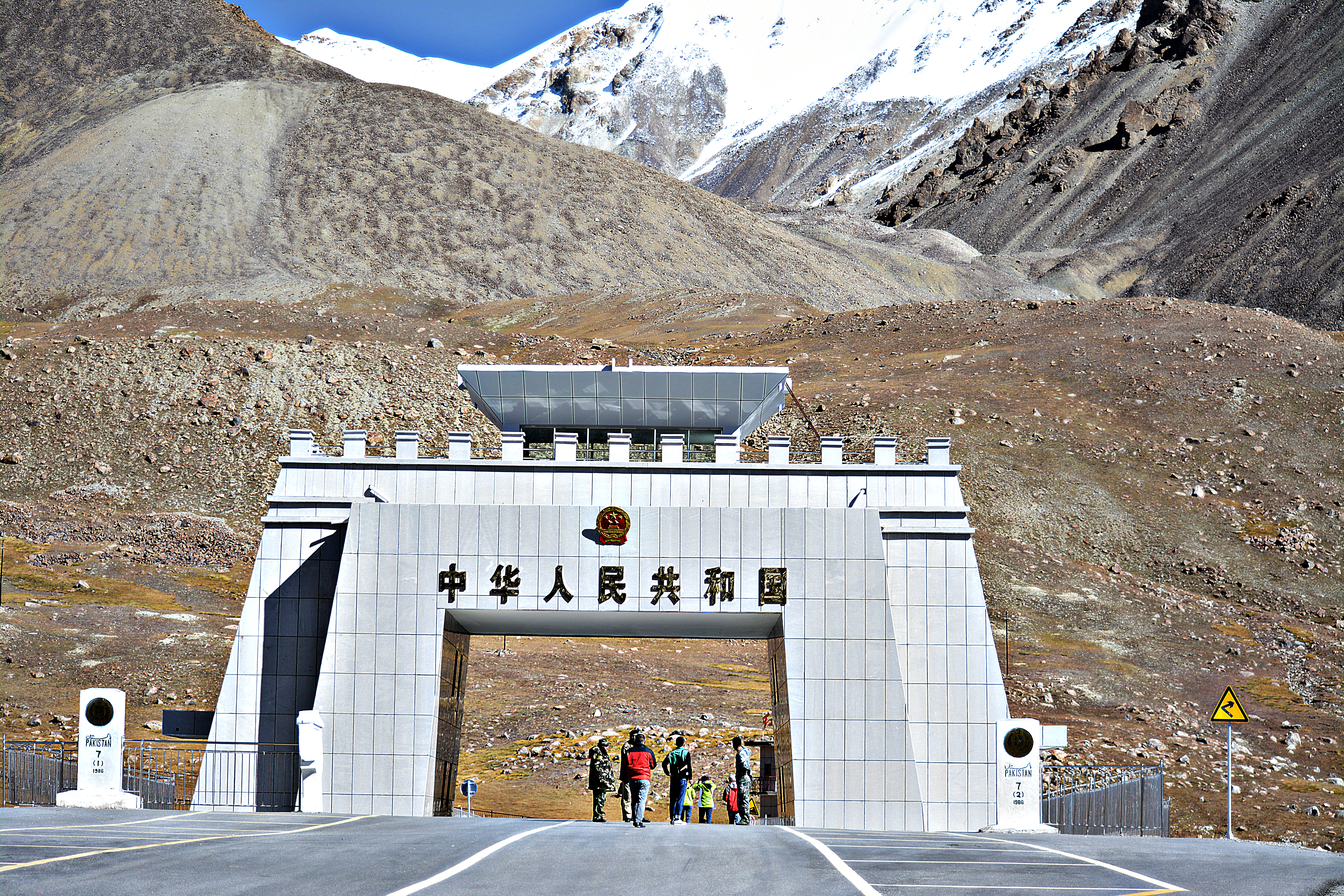
红其拉甫口岸，在中国和巴基斯坦之间的边界关卡。

巴基斯坦对印度控制的拉達克地区（以前是查谟和克什米尔邦的一部分）拥有领土主张，该地区的边界与中国接壤（另请参见中印边境实际控制线）。巴基斯坦政府使用的地图将拉达克与中国的边界注释为“边界未定义”，待克什米尔冲突争议解决之后，有关主权当局将正式确定其地位。
相反，中国—巴基斯坦边界并未得到印度的承认，印度声称其以前是查谟和克什米尔邦的所有领土；而这一主张否定了任何中国—巴基斯坦边界，确实会给印度与阿富汗一段共同边界。印度拒绝承认1963年中国—巴基斯坦边界条约的合法性，也拒绝承认割让喀喇昆仑走廊地区（沙克思干谷地）给中国的立场，事实上由于中印边界其他大部分地区也存在争议，印度的立场使情况更加复杂。1984年，印度军队占据了克什米尔东北角的锡亚琴冰川，从而改变了事实上的中国—印度—巴基斯坦三国国界交界点，三国交界点因此北移，而印巴两国迄今尚未解决该地的争议。目前中國—印度—巴基斯坦的領土的三國國界交界點在錫亞康戈里峰（Sia Kangri）峰頂東南約一公里的因地拉科山口。1963年《中巴邊界協定》第6条规定，如果克什米尔争議得到解决，就应重新谈判中巴边界。但是，由于印度与中国的关系仍然冷却，与巴基斯坦敌对关系不佳，边界争議不太可能很快得到解决。

## 边界关卡
红其拉甫口岸是中国和巴基斯坦之间唯一的现代边境口岸，可经由喀喇昆仑公路通行。 历史上也曾使用过明铁盖达坂和克里克达坂，而那些边界关卡车辆不能通行并且是封闭的。

## 地图

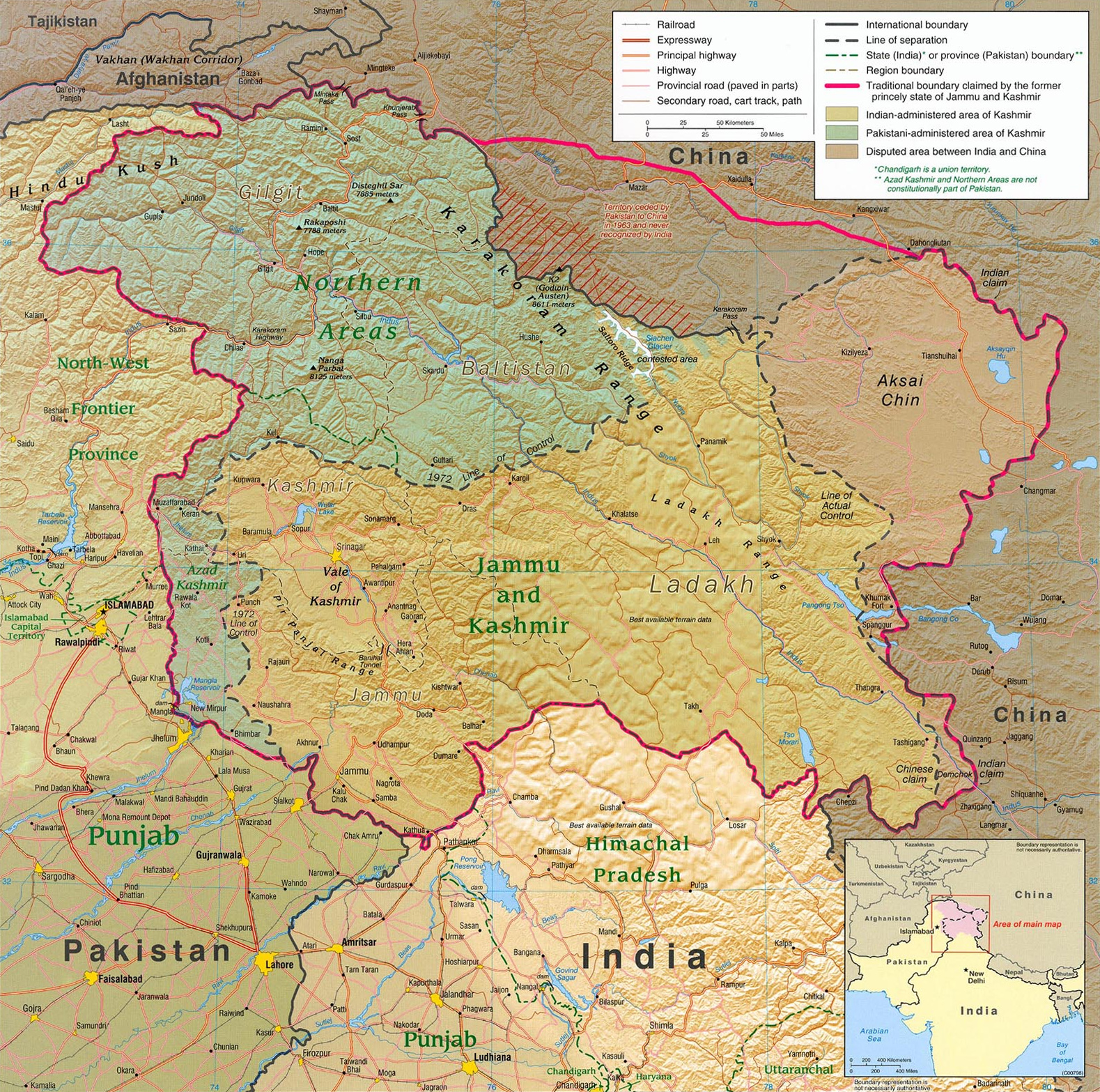
克什米尔地区地图，显示重迭的中国，印度和巴基斯坦领土主张
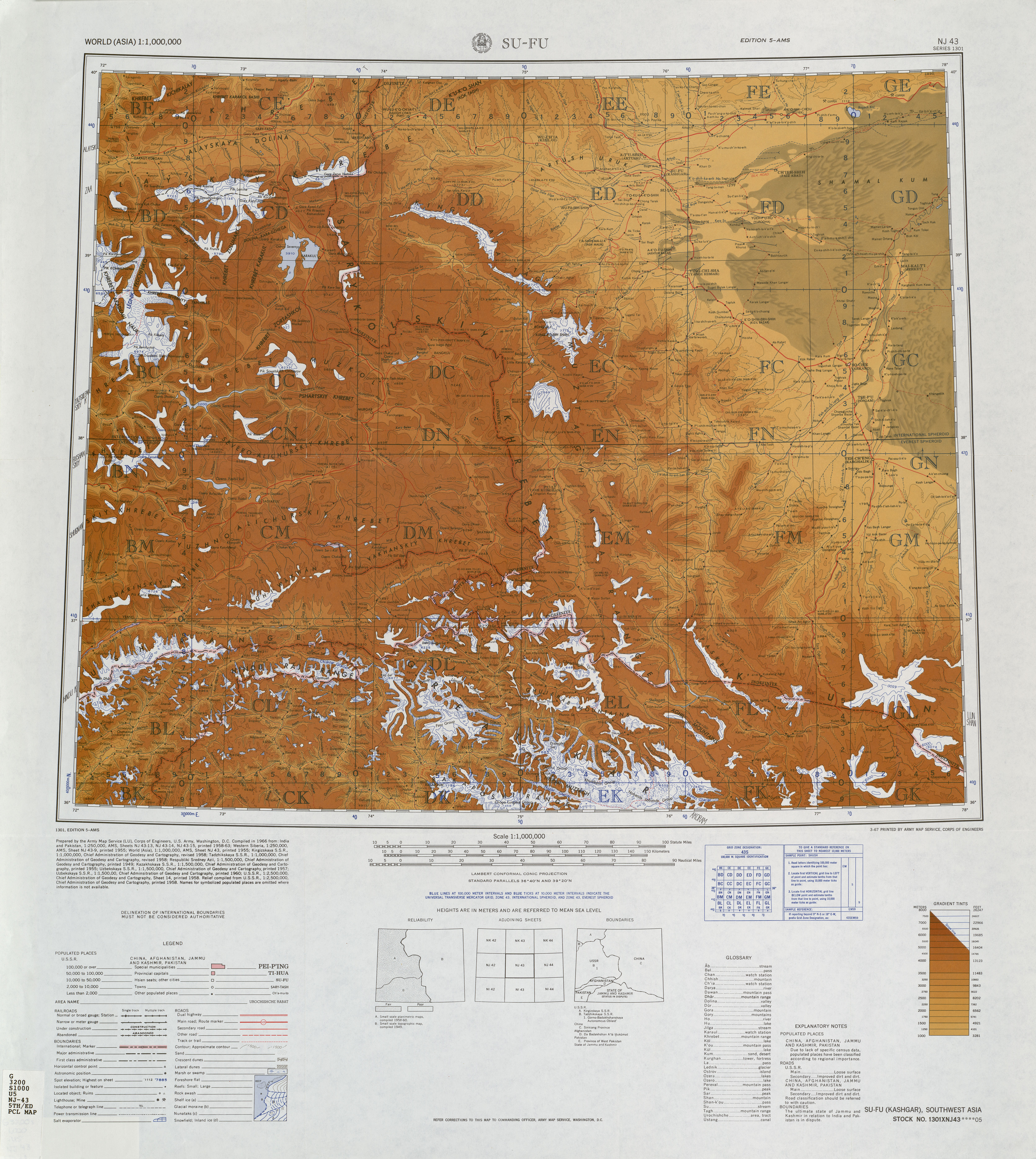
历史地图，包括世界国际地图（英语：International Map of the World）中克什米尔（印度和巴基斯坦之间有争议）边界地区的一部分（1966年）[a]
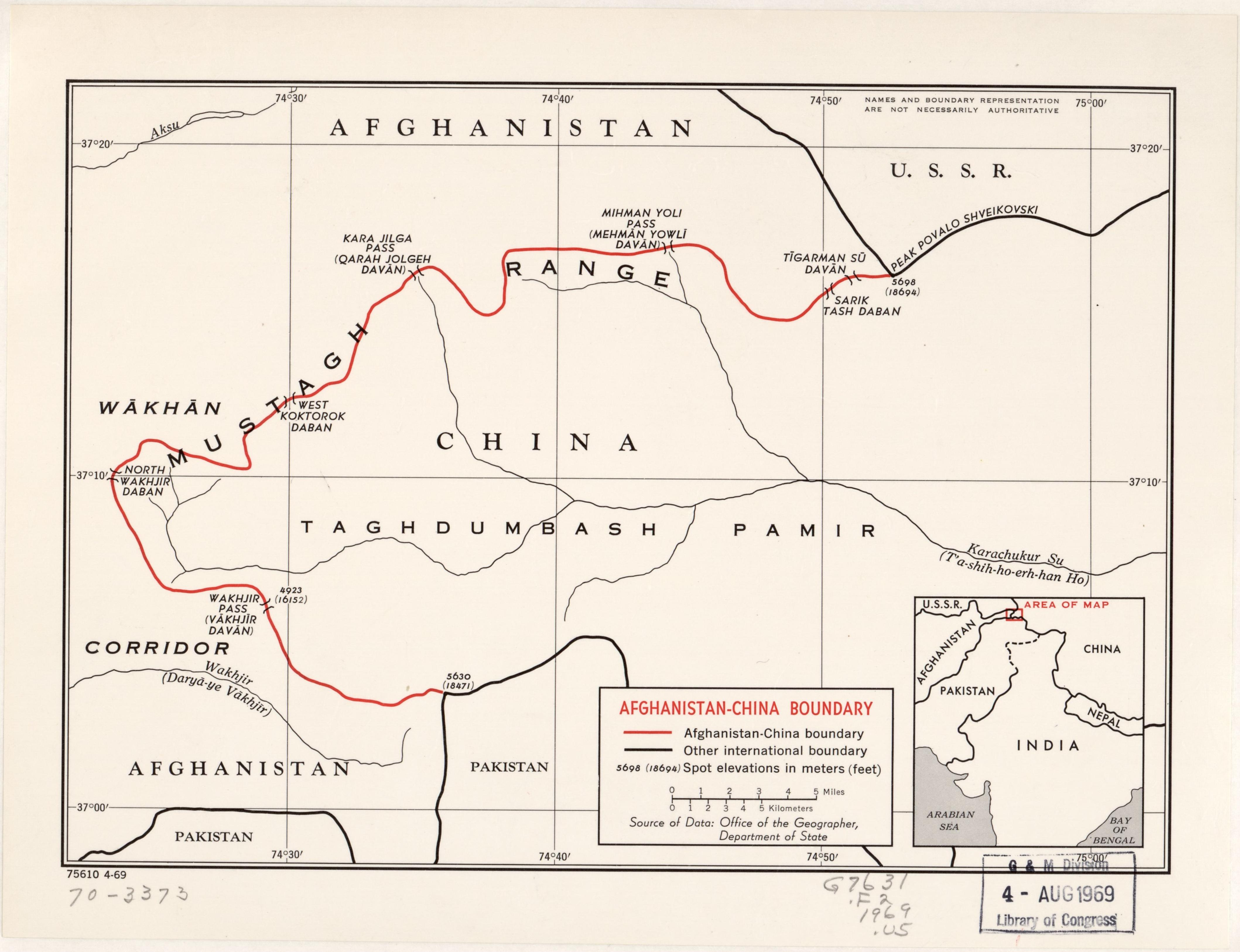
阿富汗-中国边界地图 (阿富汗—中国—巴基斯坦三国国界交界点（英语：List of tripoints） 标记为 5630 (18471)) (1969年)[b]
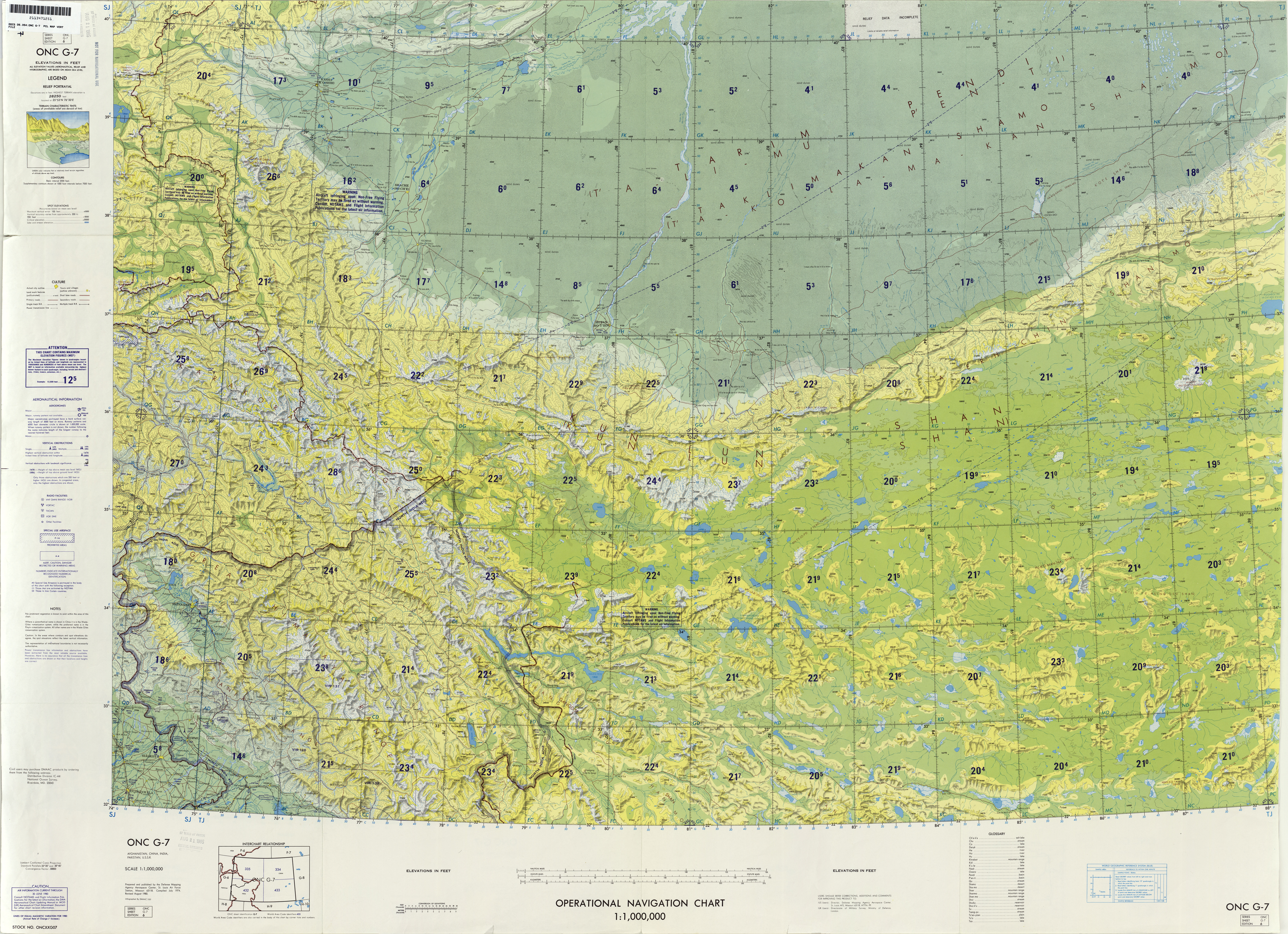
历史地图，包括中国和克什米尔邦（印度和巴基斯坦之间有争议）边界地区 (国防部测绘局, 1980年)